# Lupinus albescens
Lupinus albescens är en ärtväxtart som beskrevs av William Jackson Hooker och George Arnott Walker Arnott. Lupinus albescens ingår i släktet lupiner, och familjen ärtväxter. Inga underarter finns listade i Catalogue of Life.